# 大小姐×執事！
《大小姐×執事！》（日语：れでぃ×ばと！）是上月司所著的輕小說。插圖由繪製，全13卷。繁體中文版由台灣角川取得授權。此外，於電擊萌王2008年6月號（4月26日發售）開始有漫畫化作品的連載，2009年9月推出廣播劇CD，並在2010年1月開始播放電視動畫。

## 故事簡介
小學時因父母雙亡而被叔父家收養的日野秋晴，決心進入電視報導原為女子學校的超名門學校──白麗陵高中所新設的從育科就讀，之後考試合格而完成入學。但是，因為他有著凶惡的眼神、掛在左眉上的傷痕、倒豎的茶色頭髮、耳朵上有三連穿孔耳環（安全別針）等不良少年的外表，結果讓學生們造成誤會（大多都是女生），對其感到害怕。之後，秋晴陰錯陽差的再度與小學時的青梅竹馬──彩京朋美重逢，而且還被瑟妮亞・伊織・弗雷姆哈特當成可疑人物。歷經了許多事情，儘管秋晴稍微習慣了學校，但包圍他的人際關係仍慢慢變化著……

## 登場人物
※以下聲優為廣播劇CD／動畫版

### 主要角色
日野秋晴（聲：興津和幸／同左）
白麗陵學院高年班1-C從育科學生。身高175cm，體重59kg。
長相和打扮都看起來像是不良少年，但其实是一位面惡心善的人。看重家庭，大部分的家事都會做，即便面對不擅長的事也不會抱怨。转学以来，虽然因为诸多的事故而被女性误解，不过多数情况下他行動的出發點都是出於善意。右耳带着3个安全别针，其都有各自的意义。
剛入學當天就因意外而推倒了瑟妮亞，從此聲名狼藉。又因為長相兇惡的緣故，幾乎沒有女學生敢接近，甚至在剛入學時，女孩子只要看到他就会吓晕过去。但只要實際相處之後，便能發現他的為人十分不錯，不只喜歡照顧他人，在別人陷入困難時也不吝於提供幫助。雖然在學園裡被大部分女學生畏懼，但只要是與他有所深交的人都會被他的個性所吸引，甚至有不少女性對他抱有好感。
小时候因为被朋美欺负而抬不起头来，對她感到恐懼與堤防，但也欽佩她的努力與才智。雖然時常堤防著她的捉弄，但在互相需要時仍會彼此協助。
双亲因为事故死亡而被叔父家收养，然而沒多久就被他們強行安排進寄宿學校，這讓秋晴認清叔父夫婦只是覬覦双親遗产才願意收養自己。因为讨厌他們的行逕，所以希望尽早经济独立为理由进入了白丽陵学院。除此之外，他過世的母親曾是護理師，所以他也希望能從事服務他人的職業，但他覺得自己不適合像護理師那樣吃重的工作，而白麗陵的從育科正好符合他的需求。
由父亲教授的国际象棋，其能力相当不错，由瑟妮亞父女联合起来也无法战胜。但從秋晴的角度來看，他认为两人的實力并不强，才讓棋藝有些生疏得自己能輕易擊敗。
非常不善于喝酒，酒量非常差，即便是酒心巧克力也會醉，而且一旦醉了就會性情大變，把壓抑的情緒爆發出來。
在最後的從育科升學殊死戰以第二名保住了學籍，並對於朋美與瑟妮亞的告白做出答覆。秋晴坦言他雖然對兩人都有好感，但經過差點要被退學的經歷後，他認為自己沒有餘力在努力學業的過程中交女朋友，只能暫時婉拒兩人的好意，直到自己能成為被深闲認可的優秀學生。朋美與瑟妮亞雖是接受了這個理由，但也直言不會放棄，會在未來努力讓秋晴回心轉意。
彩京朋美（聲：川澄綾子／同左）
白麗陵学院高等部1-C上育科所属。身高162cm，三围是B80 W57 H81。
秋晴的青梅竹馬，也是造成他幼時心理創傷的罪魁禍首。在当时是相当于孩子王一样的存在。
舊姓「鈴橋」，由于母亲的再婚而一夜之间成为世界有名的大企业的大小姐。平日雖然有著千金大小姐以及優等生的姿態，但卻有著顆令人難以捉摸的內心，是個鬼靈精怪、狡詰頑皮的人。雖是喜歡捉弄人，但很擅長把握尺度，不會做出真的傷害人的事，同時也著照顧人的體貼，讓作為受害者的秋晴雖然對她有很多不滿，也不會真的怨恨她。兴趣是实行各种阴谋与读书。不擅長早起，剛睡醒的样子很难看，自己绝对不想让别人看到自己这时的样子。
因為極其好胜的个性，绝对不能允許被人說是「因為母親再婚才飛上枝頭的野小孩」，所以全力學習所有上流世界的一切。隱藏自己的本性，讓外表與談吐都符合大小姐的形象，並努力拿下第一名的位置。與秋晴重逢時，一開始還恐懼於自己的偽裝會被揭穿，但後來這個青梅竹馬卻成了她少數能展示真實自我的對象。
对秋晴有好感，但本人最初並不了解自己的想法。一開始曾打算湊合秋晴與瑟妮亞，只因為「將有身分地位差距的兩人變成情侶好像會很有趣」的想法，卻在想像兩人成為男女朋友後的畫面時浮現出一種她不了解的情感。雖然她原本對這種感情沒有多想，卻隨時間流逝而越來越在意秋晴，尤其在撞見瑟妮亞為答謝秋晴而吻了他臉頰時，內心受到極大的震撼。而在認知到自己確實對秋晴懷有好感後，卻開始煩惱自己對他究竟是抱持的男女之情，還是只是作為童年玩伴的友情。但她知道瑟妮亞已經對秋晴動心，而自己絕對不允許自己因為不做為而感到悔恨，於是抱持著既然有競爭對象就不能輕易認輸，將瑟妮亞視為自己的對手。
非常怕被搔癢，秋晴就是以此來終於成功的從朋美手上要回兒時不堪入目照片、底片之黑歷史。
第8卷在对手瑟妮亞都没有明白过来的时候，以“如果有绝对不会退让的东西的话，那就一定要自己行动起来。游戏和从容不迫的态度都必须收起来”做出了宣戰布告。
看出薰的真實性別，認為與秋晴同房的他是最危險的情敵。
瑟妮亞・伊織・弗雷姆哈特（聲：中原麻衣／同左）
白麗陵学院高等部1-C上育科所属。身高168cm，三围是B88 W60 H87。
有着四分之一英国血統，來自於拥有「红羽水鸟」紋章的名门贵族直系。虽然希望变得像天鹅一样高贵優雅，不过在现实中比較像个强横的女帝。
是一个容姿引人侧目，身材凹凸有致的美少女。特别是她那獨特的立棍式金发，时常被秋晴称为钻头而让她非常生气。
性格傲嬌，家族的血統與身分讓她時常擺出高姿態，但本性不壞，有著與自尊同等的責任感。偶爾會用激烈的言詞嘲諷秋晴，但是毒舌的功力遠不及他，反而常常被反擊到牙口無言。
由於兩人糟糕的相遇方式，讓她一開始非常敵視秋晴，極力想要讓他拜倒在自己腳下。虽然经常和秋晴吵架，但隨著相處時間，關係也從誓不兩立的敵對逐漸轉變成還算和睦的歡喜冤家。到体育祭之后，開始对秋晴直呼名字。而在此同時，也對他越來在在意，会因看到秋晴和朋美的关系而感到焦急，也会因秋晴在实习中和水兰说话而生气，但她一直不知道為什麼會如此。在一次為答謝他恩惠而特許的約會後，确认自己对秋晴抱有好感。
從中學時期就將朋美視為競爭對手，後來更成為了情敵。

### 白麗陵學院

#### 上育科學生
櫻澤美美奈（聲：無／日高里菜）
高中部2-A上育科。4月3日生，19歲，身高138cm。
過去曾因心臟方面的疾病而延後入學，雖然是秋晴的學姊，但從外表來看卻像小學生，本人很討厭被當成小孩子看待。
對於繪畫方面有著超乎常人的才能，但因旁人的期待而感到巨大的壓力，為了逃避而進入白麗陵。後來受到秋晴的鼓勵後釋懷了，之後對他產生了好感。後來在秋晴的介紹下，認識了琵娜，結果卻變成被琵娜強制裝扮成魔法小魔女的魔法小蘭的Cosplay的受害者。
父親在銷售海外進口家具的公司中擔任要職，母親則是全職的家庭主婦，單論社經地位其實不夠格入讀白麗陵，但在前任理事長的力保之下才破例。
鳳水蘭（聲：無／早見沙織）
高中部1-A上育科。身高183cm，三圍是B85 W62 H85。
是客家人與華僑組成的「組織」長老的孫女。中學時因為家庭問題而轉入白麗陵，雖然後來問題解決，但她還是打算就讀到大學畢業。
個性溫柔，略為內向，對男性有點苦手，興趣是武術和收集繪本。
據作者所說，好像與秋晴在過去有接點。
第8卷進行的白麗陵小姐選美比賽中，當選白麗陵小姐，但根據朋美所言，好像是因為她在會場的親族的票佔了大多數，所以才勝出了。
四季鏡 沙織（聲：無／後藤邑子）
高中部3-C上育科。身高167cm，三圍是B92 W58 H87。
早苗的姐姐。家族是能追朔到鎌倉時代的名門望族，但因為祖父與父親經商失敗，欠下大筆債務，使家族急速的沒落。她因為高中三年的學費已經先繳清，所以還能待在上育科。
白麗陵首屈一指的美女，有著美艷的容貌與身材，對男性有著致命的吸引力。但相對的，生活能力極差，還有著比妹妹還要嚴重的天然呆，能不在意他人的眼光當眾脫掉衣服。
由於家族三代都是笨手笨腳的無能之人，要在一般社會中找工作極為困難，現今家族的積蓄已經見底，完全是靠周遭的接濟在艱難度日。而她知道自己唯一的優勢就是外貌，認為想要讓家族擺脫貧窮絕境就只能自己出嫁給有財力的男性，但在早苗的極力反對下暫時中止。後來在秋晴的建議下，讓她在瑟妮亞的介紹下進入弗雷姆哈特家旗下的服裝公司工作，擔任平面模特。
艾谢・哈蒂姆（聲：無／花泽香菜）
高中部2-A上育科。身高159cm，三圍是B78 W52 H76。
中东某国的大小姐留学生，伊斯蘭教分支阿夫拉姆教虔诚信徒。平常鮮少開口說話，都是由哈蒂耶代為傳話，或是用手寫。
因為阿夫拉姆教的教義規定不得讓他人看到自己的臉，從小便穿得密不透風。而且用餐時也不能被人看見，更不能自己動手，需要依靠侍女服侍。可說是有許多不便的宗教。
教義也規定不能讓伴侶或有特殊宣示過的醫生以外的人看到自己的皮膚，所以偶然闖入更衣室而看見她裸體的秋晴，被迫面臨二選一的兩難，如果不想以死謝罪就必須娶艾謝為妻。不過實際上教義對於意外事故的部分還算寬容，如果是意外看到的話只要一年不舉行儀式就能自動無效。但她因為自己對秋晴一見鍾情，不只沒有說出這部分的教義，反而還積極追求秋晴，甚至不惜全裸夜襲。最後雖然因為教條曝光而無法再以此為理由，但誓言要在一年的緩衝期內讓秋晴迷上自己。
哈蒂耶（聲：無／户松遥）
高中部2-A上育科。身高165cm，三圍是B83 W56 H79。
艾謝的侍女。
對主人瘋狂崇拜，在秋晴看見艾謝的裸體後，立刻決定要抹殺他，但被艾謝給制止。對讓主人中意的秋晴十分厭惡，一心想殺了他。
即便知道教義中可以對意外事故視為例外，但因為知道主人的心意而保持沉默，幫助艾謝接近秋晴。
身上隨時都藏有刀械，並能平靜地威脅和宣告殺人。
琵娜・司弗露姆克蘭・艾斯特（聲：後藤麻衣／同左）
中學部學生，北歐島國司弗露姆王國的第一公主，是一個喜好動畫的御宅族，常把動畫裡的對白台詞掛在嘴邊。說話有著奇特的口癖，非常喜愛魔法與歌唱元素的Cosplay。
過去經常在半夜時自己跑到戶外玩Cosplay，把自己打扮成魔法少女。然而這個樣子，在暑假後開學前的半夜，被在外面的秋晴看見她在樹上玩魔法少女的Cosplay。
由於本身就是屬於大剌剌的個性，又是個宅女，因此在白麗凌學院幾乎沒有朋友，之後初次的朋友就是秋晴與朋美。之後在秋晴的建議下，與同為動漫愛好者的楓成為朋友。
風祭燈一郎（聲：川田紳司）
上育科唯一的男學生。真名為大吉，是爺爺以「希望他能度過幸福的人生」所取，他本身雖不討厭，但為了自己的美感還是給自己取了「燈一郎」這個名字。
極度自戀，喜歡吸引其他人的注目。
對因課程扮成女裝的三家一見鍾情，瘋狂追求到讓三家失控而把他打昏。

#### 從育科學生
大地薰（聲：釘宮理惠／同左）
主角的室友，身形嬌小的美少年。最初對主角十分冷淡，後來漸漸的對主角感到興趣。
實為女性，女扮男裝入學。家族是忍者世家，接受過很嚴格的訓練，體能比一般男性還好。因為不想被家族決定未來，而答應爺爺的條件，只要能以男性的身分就讀白麗陵，且過程中不曝露真實性別，那她在畢業後就能獲得自由。曾經因為理事長臨時興起的念頭，讓她穿上了女僕裝。
隨著相處，對秋晴開始產生異性的好感，多次因故差點對他曝露真實性別，後來發現他沒什麼反應，反而感到而難過。其實很介意自己沒有起伏的身材，非常忌妒發育良好的四季鏡姊妹。在耳朵吹氣是她的死穴。
目前知道她是女兒身的人有三人，深閑是作為導師從一開始就知道，朋美及沙織則是透過觀察與直覺來看破。
三家滿（聲：無／藤村步）
有着柔弱的眼眸和美妙的童声的可爱系，穿起女裝來非常合襯，十分的可愛。
轟慎吾（聲：無／川上貴史）
虽然是把头发全梳到后面的发型加上银框眼镜这种超熟悉的外表，但是说着很假的关西腔的可疑管家候补生，非常好女色。稱呼秋晴為「阿晴」。
經常因為輕浮的個性和好色而被秋晴揍，但很快就恢復精神，這點讓秋晴覺得他很厲害。
意外有著高超的泡茶技術，堪稱從育科的一把手，且其他的工作都能穩妥地完成，嚴格如深閑也難以捨棄他的才能，所以沒有因個性問題而被立即退學。但因為在女性中的名聲太差，讓他幾乎找不到搭檔參加從育科考試，以至於成績一度到很危險的地步。
四季鏡早苗（聲：小清水亞美／同左）
高中部1-A上育科。身高164cm，三圍是B91 W62 H88。
本來是大小姐，因為高中後家道中落，所以從上育科轉至從育科就讀。有著天然呆以及冒失娘的性格，常常因此造成秋晴以及同學們大大小小的麻煩。

#### 教職員
深閑（聲：無／佐久間紅美）
身高171cm，三圍是B90 W58 H86。
從育科導師，戴眼鏡的冰山美人，為人認真嚴厲。
從幼稚園開始已經在白麗陵學院上學，與楓相識多年。因為受到當時的理事長，即楓的祖母影響，立下目標，參與輔助他人的工作。
家中似乎頗為富有，而自己在國外亦有數筆土地(包含一座山)。
能隨時將手邊的物品當成｢武器｣投擲。且誤差範圍不到5公分。最常被使用當做｢凶器｣的物品是鋼筆、板擦和書本。
天壤慈楓（聲：無／伊瀨茉莉也）
身高151cm。
白麗陵學院的理事長，是個御宅族也是個腐女，曾經把魔法小魔女的同人商品全部買下，是魔法小魔女的贊助商。
被前理事長指名成為新理事長，理由是看起來是最閒的人。即使是工作中也會玩電腦。
和深閑是高等部時的同學，由於當時深閑在同性中很受歡迎，曾擅自把深閑的私人物品分給低年級生。

### 其他
日野棗
秋晴的堂姐，和秋晴同年，比他早出生數個月，身高157cm，三圍是B77 W57 H79。
與秋晴是認識多年的青梅竹馬，當初知道他要離開他們家，去就讀白麗凌學院時，相當震驚和難過。
在暑假時到白麗凌學院來看他，並認識了瑟妮亞與朋美。由於她天真無邪的個性，反倒讓自覺高貴的瑟妮亞與腹黑的朋美不知如何是好。
對秋晴抱有好感，雖沒直言，但態度非常明顯。不只是敏銳的朋美，連遲鈍的秋晴都有所察覺，但因為其父母的所作所為，讓秋晴絕不回應她的情感。
在當天離開白麗凌學院之前，送給了秋晴一支當做連絡用的手機。
彩京美佳子
朋美的母親，是執業牙醫師。
個性偏向女王，但是對人卻還不錯，連她的牙醫助手群都對她很敬重。是朋美唯一會屈居下風、拿她沒輒的人，連瑟妮亞在她的面前都只能裝成淑女，算是這兩人的｢天敵｣。
有著對第一次治療蛀牙的病患不施與麻醉直接治療的習慣，據她的說法是：｢讓其知道要乖乖的刷牙｣。秋晴和塚巳是眾多的受害者之二，所以秋晴再次見到美佳子女士，回想起來的就是此等恐怖經驗。
彩京塚巳
朋美的繼父。彩京財團的總裁兼董事長，因為與美佳子認識不到一年就閃電結婚，因此讓朋美從平民小孩一躍而成為有錢人家的大小姐。
與美佳子之所以會認識，是因為他牙痛難忍跑去找後者治療。原想敷衍治療，但被後者恐嚇如此做即將他的牙齒全部拔掉換成假牙，就算他的哀求也沒用，下場就跟秋晴一樣，成為受害者當中的二人。不過最後還是乖乖的回診繼續治療，也因此與美佳子認識而交往，最後結婚。
據朋美表示彩京塚巳其實個性就像小孩子，看不出來彩京塚巳是個集團負責人。

## 用語
白麗陵學院
極富盛名的私立學校，門檻極高，尤其是家世，是一般平民無法就讀的徹底貴族學校。
本是女校，直到一次校舍改建的機會而改成男女合校，並新增設一門培育從事侍從工作的從育科。但因為是改制後的第一年，學生極大部分還都是女性，男學生只有五位。
上育科
白麗陵原本的普通科，學生無一例外是家世顯赫的名門望族。
從育科
白麗陵新設的學科，專門培育管家與女僕等侍從人員。
與上育科不同的是無論家世如何皆可就讀，而且學費雜費住宿費全免。但與之相對的是，從育科學生也有義務進行各式各樣的的服務工作，而且工作表現與上育科學生的評價也會成為成績評分的一環。
每月都會有一次技能考試，而參加考試的前提條件就是需要一名上育科學生作為搭檔出席。由於作為搭檔的上育科學生除了白白耗費一次休息日外幾乎沒有任何好處，所以非常考驗從育科學生自身的人緣。

## 輕小說
| 卷數 | MediaWorks→ASCII MediaWorks | MediaWorks→ASCII MediaWorks | 台灣角川       | 台灣角川               |
| ---- | --------------------------- | --------------------------- | -------------- | ---------------------- |
| 1    | 2006年9月10日               | ISBN 978-4-8402-3559-7      | 2010年4月28日  | ISBN 978-986-237-516-7 |
| 2    | 2007年1月10日               | ISBN 978-4-8402-3687-4      | 2010年4月28日  | ISBN 978-986-237-601-0 |
| 3    | 2007年5月10日               | ISBN 978-4-8402-3841-0      | 2010年5月28日  | ISBN 978-986-237-650-8 |
| 4    | 2007年8月10日               | ISBN 978-4-8402-3941-7      | 2010年6月19日  | ISBN 978-986-237-719-2 |
| 5    | 2007年12月10日              | ISBN 978-4-8402-4121-2      | 2010年9月22日  | ISBN 978-986-237-781-9 |
| 6    | 2008年4月10日               | ISBN 978-4-04-867017-3      | 2010年10月25日 | ISBN 978-986-237-880-9 |
| 7    | 2008年9月10日               | ISBN 978-4-04-867216-0      | 2010年12月20日 | ISBN 978-986-237-968-4 |
| 8    | 2009年4月10日               | ISBN 978-4-04-867765-3      | 2011年2月25日  | ISBN 978-986-287-024-2 |
| 9    | 2009年9月10日               | ISBN 978-4-04-868011-0      | 2011年6月29日  | ISBN 978-986-287-199-7 |
| 10   | 2010年1月10日               | ISBN 978-4-04-868274-9      | 2011年10月30日 | ISBN 978-986-287-409-7 |
| 11   | 2010年3月10日               | ISBN 978-4-04-868394-4      | 2012年7月11日  | ISBN 978-986-287-807-1 |
| 12   | 2011年5月10日               | ISBN 978-4-04-870489-2      | 2013年1月23日  | ISBN 978-986-325-142-2 |
| 13   | 2012年3月10日               | ISBN 978-4-04-886372-8      | 2013年3月14日  | ISBN 978-986-325-245-0 |

## 電視动画
2010年1月5日开始在AT-X放送。

### 工作人员
- 监督 - 大槻敦史
- 脚本构成 - 玉井☆豪
- 人物设计、總作画監督 - 高見明男
- 道具设计 - 鶴窪久子
- 美术设计 - 青木薰
- 色彩设定 - 松岡珠江
- 美術监督 - 木下了香
- 摄影监督 - 中田智之
- 音响监督 - 明田川仁
- 动画制作 - XEBEC
- 制作 - 「大小姐×執事！」制作委员会

### 主題歌
片頭曲
- 「LOVE × HEAVEN」

作詞：畑亞貴
作曲：田代智一
編曲：安藤高弘
歌：彩京朋美（川澄綾子）、Sernia・伊織・Flameheart（中原麻衣）、四季鏡早苗（小清水亞美）、大地薰（釘宮理惠）
片尾曲
- 「my starry boy」

作詞：こだまさおり
作曲：小松寬史
編曲：渡邊和紀
歌：Sernia・伊織・Flameheart（中原麻衣）

### 各話標題
| 話數 | 標題         | 劇本     | 分鏡     | 演出     | 作畫監督                     |
| ---- | ------------ | -------- | -------- | -------- | ---------------------------- |
| 1    | 男孩×淑女    | 玉井☆豪  | 大规敦史 | 黑田幸生 | 高見明男                     |
| 2    | 淑女×淑女    | 玉井☆豪  | 上坪亮樹 | 上坪亮樹 | 長屋侑利子                   |
| 3    | 卡片×淑女？  | 服藤泰如 | 依田正彦 | 長利慶   | 三宅雄一郎 龜井大祐          |
| 4    | 淑女×处女？  | 山田靖智 | 所俊克   | 小林浩輔 | 小島智加 平山英嗣            |
| 5    | 淑女×淑女!!  | 玉井☆豪  | 美波遥   | 黑田幸生 | 世良悠子 高見明男            |
| 6    | 秘密×男孩？  | 山田靖智 | 吉川博明 | 星野真   | 植田實                       |
| 7    | 淑女×魔法    | 服藤泰如 | 中村美   | 中村美   | 山本真嗣                     |
| 8    | 夏天×丑闻    | 山田靖智 | 上坪亮樹 | 上坪亮樹 | 長屋侑利子                   |
| 9    | 約會×跟蹤!   | 玉井☆豪  | 森界     | 黑田幸生 | 世良悠子                     |
| 10   | 情书×狂想曲  | 山田靖智 | 杉山慶一 | 星野真   | 植田實 瀧山真哲              |
| 11   | 淑女×淑女!!! | 玉井☆豪  | 上田茂   | 柳瀨雄之 | 小島智加 渡邊瑠璃子 平山英嗣 |
| 12   | 淑女×战斗!   | 玉井☆豪  | 大规敦史 | 中村美   | 世良悠子 瀧山真哲            |

### 播放電視台
| 播放地區 | 播放電視台 | 播放日期                | 播放時間（UTC+9）          | 所屬電視網 |
| -------- | ---------- | ----------------------- | -------------------------- | ---------- |
| 日本全國 | AT-X       | 2010年1月5日 - 3月23日  | 星期二 22時00分 - 22時30分 | 衛星電視   |
| 日本全國 | BIGLOBE    | 2010年1月5日 - 3月23日  | 星期二 22時00分 - 22時30分 | 网络电视   |
| 日本全國 | BIGLOBE    | 2010年1月8日 - 3月26日  | 星期二 更新                | 网络电视   |
| 日本全國 | 萬代頻道   | 2010年1月12日 - 3月30日 | 星期二 12時更新            | 网络电视   |

## 相關連結
- 動畫官網（页面存档备份，存于）（日語）